# Len Powers
Pour les articles homonymes, voir Powers.
Len Powers, né le 12 décembre 1894 en Iowa et mort le 25 janvier 1965 en Californie est un directeur de la photographie et réalisateur américain.

## Biographie
Len Powers grandit à Grant (Iowa) avec son père Charles, un épicier, sa mère May et ses frères et sœurs Charles, Hazel et Clara. Il étudie à Portland, dans l’Oregon et a été pendant un certain temps boxeur professionnel. Il commence à travailler comme directeur de la photographie chez Reliance en 1914.
Il filme Blue Blood and Red (1916) pour Raoul Walsh chez Fox et Headin' South (1918) pour Douglas Fairbanks, réalisé par Allan Dwan. Ila également travaillé pour Magnetic, Mack Sennett et Hank Mann Comedies. Son premier film pour Hal Roach fut le court métrage Our Gang Young Sherlocks (1922). Il a réalisé ou co-réalisé 14 courts métrages Dippy Doo-Dad pour Roach en 1923 et 1924, et en raison de son succès avec des castings entièrement animaliers, on lui a demandé de filmer un coq chantant pour le logo officiel de Pathé.
Après cela, Powers fut caméraman exclusivement pour Roach jusqu'en 1933, travaillant principalement avec Charley Chase. À partir de 1928, il travaille sur plusieurs comédies de Laurel et Hardy. Il a travaillé chez Universal au début des années 40 et a été caméraman sur certains westerns de Johnny Mack Brown.

### Vie privée
Son épouse, Muriel Elizabeth Davey, meurt en novembre 1945.
Il a une fille Murlen Christine Powers née le 7 septembre 1931.

### Mort
Il meurt le 25 janvier 1965 d'une crise cardiaque.

## Filmographie

### Directeur de la photographie
- 1916 : Blue Blood and Red de Raoul Walsh
- 1917 : The Honor System de Raoul Walsh
- 1918 : Headin' South de Allan Dwan
- 1919 : Virtuous Husbands de John G. Blystone
- 1919 : L'Attrapeur de chiens de John G. Blystone
- 1919 : Back to Nature Girls de John G. Blystone
- 1920 : Broken Bubbles de Hank Mann et Herman C. Raymaker
- 1920 : Hay Fever de Ward Hayes et Edward Ludwig
- 1921 : A Knight of the West de Robert McKenzie (en)
- 1922 : Young Sherlocks (en) de Robert F. McGowan et Tom McNamara (en)
- 1923 : Negrita poids plume de Robert F. McGowan
- 1923 : The Big Show de Robert F. McGowan
- 1923 : A Pleasant Journey (en) de Robert F. McGowan
- 1923 : Boys to Board (en) de Tom McNamara (en)
- 1923 : Giants vs. Yanks (en) de Robert F. McGowan
- 1923 : Back Stage (en) de Robert F. McGowan
- 1923 : Dogs of War! (en) de Robert F. McGowan
- 1924 : Sittin' Pretty de Leo McCarey
- 1924 : Trempé jusqu'aux os de Leo McCarey
- 1925 : Fighting Fluid de Leo McCarey
- 1925 : Should Husbands Be Watched? de Leo McCarey
- 1925 : Bad Boy de Leo McCarey
- 1925 : Looking for Sally de Leo McCarey
- 1925 : Quelle vie ! (Isn't Life Terrible?) de Leo McCarey
- 1925 : Innocent Husbands de Leo McCarey
- 1925 : Solid Ivory de Ralph Ceder
- 1925 : All Wool de Tay Garnett
- 1925 : Starvation Blues de Richard Wallace
- 1926 : Your Husband's Past de Fred Guiol
- 1926 : Wandering Papas de Stan Laurel
- 1926 : Madame Mystery de Richard Wallace
- 1926 : Wife Tamers (en) de James W. Horne
- 1926 : Ukulele Sheiks de Fred Guiol
- 1926 : Say It with Babies de Fred Guiol
- 1926 : Don Key (Son of Burro) de Fred Guiol, James W. Horne et J. A. Howe
- 1926 : Le Mari à double face de Leo McCarey
- 1926 : Never Too Old de Richard Wallace
- 1926 : Along Came Auntie de Richard Wallace et Fred Guiol
- 1926 : Merry Widower de Richard Wallace
- 1926 : Crazy Like a Fox de Leo McCarey
- 1926 : Bromo and Juliet de Leo McCarey
- 1926 : Wise Guys Prefer Brunettes (en) de F. Richard Jones et Stan Laurel
- 1926 : Be Your Age de Leo McCarey
- 1926 : The Nickel-Hopper de F. Richard Jones et Hal Yates
- 1926 : There Ain't No Santa Claus de James Parrott
- 1927 : Many Scrappy Returns de James Parrott
- 1927 : Are Brunettes Safe? de James Parrott
- 1927 : A One Mama Man de James Parrott
- 1927 : Forgotten Sweeties de James Parrott
- 1927 : Love My Dog (en) de Robert F. McGowan
- 1927 : Jewish Prudence de Leo McCarey
- 1927 : The Sting of Stings de James Parrott
- 1927 : The Way of All Pants de F. Richard Jones et Leo McCarey
- 1927 : Us de Leo McCarey et James Parrott
- 1927 : Assistant Wives de James Parrott
- 1927 : Fighting Fathers de Fred Guiol et Leo McCarey
- 1928 : Galloping Ghosts de James Parrott
- 1928 : À la soupe de Edgar Kennedy
- 1928 : Limousine Love de Fred Guiol
- 1928 : Le valet casse tout de Emmett J. Flynn
- 1928 : The Boy Friend de Fred Guiol et Leo McCarey
- 1928 : Habeas Corpus de James Parrott
- 1929 : On n'a pas l'habitude de Lewis R. Foster
- 1929 : The Big Squawk de Warren Doane
- 1929 : Laurel et Hardy en wagon-lit de Lewis R. Foster
- 1929 : Derrière les barreaux de James Parrott
- 1930 : Whispering Whoopee (en) de James W. Horne
- 1930 : Bear Shooters (en) de Robert F. McGowan
- 1930 : Los cazadores de osos de Robert F. McGowan
- 1930 : The King de James W. Horne et Charley Rogers
- 1930 : Girl Shock de James W. Horne
- 1930 : Doctor's Orders de Arch Heath (en)
- 1930 : Huye-Faldas de James W. Horne
- 1931 : On the Loose de Hal Roach
- 1932 : The Tabasco Kid de James W. Horne
- 1932 : Sealskins de Morey Lightfoot et Gilbert Pratt
- 1932 : The Knockout de Robert A. McGowan et Lloyd French
- 1932 : The Nickel Nurser de Warren Doane
- 1932 : Livreurs, sachez livrer ! de James Parrott
- 1932 : You're Telling Me de Robert A. McGowan et Lloyd French
- 1932 : In Walked Charley de Warren Doane
- 1932 : Strictly Unreliable de George Marshall
- 1932 : Too Many Women de Robert A. McGowan et Lloyd French
- 1932 : Prenez garde au lion de James Parrott
- 1932 : Wild Babies! de Robert A. McGowan et Lloyd French
- 1932 : Strange Innertube de Del Lord
- 1932 : Yoo-Hoo de James W. Horne
- 1933 : Hunting Trouble de James W. Horne
- 1933 : The Trial of Vince Barnett de James W. Horne
- 1933 : The Cohens and Kellys in Trouble (en) de George Stevens
- 1933 : Arabian Tights de Charley Chase
- 1933 : His First Case de James W. Horne
- 1933 : Flirting in the Park de George Stevens
- 1946 : Hollywood Revels de Duke Goldstone
- 1949 : Hollywood Burlesque de Duke Goldstone
- 1960 - 1961 : Mischief Makers (en)

### Réalisateur
- 1923 : Don't Flirt
- 1923 : The Watch Dog
- 1923 : Be Honest
- 1923 : Stepping Out
- 1923 : The Knockout
- 1923 : Go West
- 1923 : Lovey Dovey
- 1923 : The Bar Fly
- 1924 : The Man Pays
- 1924 : Love's Reward
- 1924 : The Man Pays
- 1924 : Our Little Nell
- 1924 : North of 50-50
- 1924 : Up and at 'Em
- 1926 : He Forgot to Remember